# جورج كولبي
جورج كولبي (بالألمانية: Georg Kolbe)‏ هو نحات ألماني، ولد في 15 أبريل 1877 في Waldheim, Saxony ‏ في ألمانيا، وتوفي في 15 نوفمبر 1947 في برلين في ألمانيا بسبب سرطان المثانة.

## وصلات خارجية
- جورج كولبي على موقع أوليمبيديا (الإنجليزية)
- جورج كولبي على موقع الموسوعة البريطانية (الإنجليزية)
- جورج كولبي على موقع مونزينجر (الألمانية)